# Wilfried Tevoedjre
Wilfried Tevoedjre (ur. 20 września 1979) – beniński pływak.
Wystartował na igrzyskach olimpijskich w Londynie w wyścigu na 50 metrów stylem dowolnym, gdzie zajął ostatnie, 58. miejsce. W tej samej konkurencji startował podczas Mistrzostw Świata w Pływaniu 2013.